# Djamel Haimoudi
Djamel Haimoudi (Arabisch: جمال حيمودي) (Oran, 10 december 1970) is een Algerijns voetbalscheidsrechter. Hij leidt sinds 2001 wedstrijden in de Algerian Championnat National en is sinds 2004 aangesloten bij de wereldvoetbalbond FIFA.
Haimoudi werd aangesteld als scheidsrechter van de Afrika Cup in 2008 en 2012, het Wereldkampioenschap voetbal onder 20 2011, de CAF Champions League en de FIFA Confederations Cup 2013. Ook floot hij diverse WK-kwalificatiewedstrijden en vriendschappelijke interlands.
Op 28 maart 2009 leidde Haimoudi de WK 2010 kwalificatiewedstrijd tussen Ivoorkust en Malawi in Abidjan. Bij aanvang van de wedstrijd probeerden duizenden supporters het volle stadion binnen te dringen. Er bleken ruim 50.000 mensen in het stadion aanwezig te zijn, waar de capaciteit 35.000 was. Een muur stortte in met als gevolg dat een massa van enkele honderden toeschouwers probeerde te vluchten. Er kwamen ongeveer twintig mensen om het leven en 130 mensen raakten gewond. De wedstrijd ging door en eindigde in een 5–0 overwinning voor Ivoorkust.
Djamel Haimoudi werd in december 2012 door de Confédération Africaine de Football bij de CAF Awards uitgeroepen tot beste scheidsrechter van het jaar. Twee maanden later werd hij aangesteld als scheidsrechter van de finale van de Afrikaans kampioenschap voetbal 2013 tussen Nigeria en Burkina Faso (1-0). In deze finale deelde hij zes gele kaarten uit, waarvan vijf aan Nigeria.
In maart 2013 noemde de FIFA Haimoudi een van de vijftig potentiële scheidsrechters voor het Wereldkampioenschap voetbal 2014 in Brazilië. In juni 2013 was hij een van de tien scheidsrechters op de FIFA Confederations Cup. Hij leidde twee wedstrijden, een wedstrijd in de groepsfase en de troostfinale. Op 15 januari 2014 maakte de wereldvoetbalbond bekend dat Haimoudi een van de 25 scheidsrechters op het toernooi zal zijn. Daarbij wordt hij geassisteerd door Redouane Achik en Abdelhak Etchiali.

## Interlands
| Datum            | Plaats                         | Wedstrijd                              | Uitslag            | Competitie                           | Kreeg geel | Kreeg voor de tweede keer geel en dus rood | Weggestuurd |
| ---------------- | ------------------------------ | -------------------------------------- | ------------------ | ------------------------------------ | ---------- | ------------------------------------------ | ----------- |
| 8 oktober 2004   | Tripoli, Libië                 | Libië – Egypte                         | 2 – 1              | Kwalificatie WK 2006                 | 2          | 0                                          | 0           |
| 27 januari 2008  | Tamale, Ghana                  | Senegal – Angola                       | 1 – 3              | Afrika Cup 2008                      | 6          | 0                                          | 0           |
| 3 februari 2008  | Tamale, Ghana                  | Ivoorkust – Guinee                     | 5 – 0              | Afrika Cup 2008                      | 2          | 0                                          | 0           |
| 1 juni 2008      | Conakry, Guinee                | Guinee – Zimbabwe                      | 0 – 0              | Kwalificatie WK 2010                 | 2          | 0                                          | 0           |
| 14 juni 2008     | Niamey, Niger                  | Niger – Benin                          | 0 – 2              | Kwalificatie WK 2010                 | 3          | 0                                          | 0           |
| 7 september 2008 | Brazzaville, Congo-Brazzaville | Congo-Brazzaville – Mali               | 1 – 0              | Kwalificatie WK 2010                 | 3          | 0                                          | 0           |
| 29 maart 2009    | Abidjan, Ivoorkust             | Ivoorkust – Malawi                     | 5 – 0              | Kwalificatie WK 2010                 | 2          | 0                                          | 0           |
| 5 september 2010 | Lubumbashi, Congo-Kinshasa     | Congo-Kinshasa – Senegal               | 2 – 4              | Kwalificatie Afrika Cup 2012         | 6          | 0                                          | 0           |
| 9 oktober 2010   | Kigali, Rwanda                 | Rwanda – Benin                         | 0 – 3              | Kwalificatie Afrika Cup 2012         | 0          | 0                                          | 0           |
| 7 februari 2011  | Port Sudan, Soedan             | Senegal – Rwanda                       | 2 – 0              | African Championship of Nations 2011 | 3          | 0                                          | 0           |
| 13 februari 2011 | Omdurman, Soedan               | Zuid-Afrika – Zimbabwe                 | 2 – 1              | African Championship of Nations 2011 | 5          | 0                                          | 1           |
| 3 juni 2011      | Accra, Ghana                   | Ghana – Congo-Brazzaville              | 3 – 1              | Kwalificatie Afrika Cup 2012         | 0          | 0                                          | 0           |
| 4 september 2011 | Niamey, Niger                  | Niger – Zuid-Afrika                    | 2 – 1              | Kwalificatie Afrika Cup 2012         | 2          | 0                                          | 0           |
| 20 december 2011 | Doha, Qatar                    | Koeweit – Jordanië                     | 0 – 2              | Pan-Arabische Spelen                 | 6          | 1                                          | 0           |
| 28 januari 2012  | Franceville, Gabon             | Ghana – Mali                           | 2 – 0              | Afrika Cup 2012                      | 6          | 0                                          | 0           |
| 5 februari 2012  | Libreville, Gabon              | Gabon – Mali                           | 1 – 1              | Afrika Cup 2012                      | 5          | 0                                          | 0           |
| 3 juni 2012      | Niamey, Niger                  | Niger – Gabon                          | 3 – 0              | Kwalificatie WK 2014                 | 4          | 0                                          | 0           |
| 15 juni 2012     | Alexandrië, Egypte             | Egypte – Centraal-Afrikaanse Republiek | 2 – 3              | Kwalificatie Afrika Cup 2013         | 6          | 0                                          | 1           |
| 26 juni 2012     | Jeddah, Saoedi-Arabië          | Marokko – Libië                        | 0 – 0              | Arab Nations Cup 2012                | 5          | 0                                          | 0           |
| 3 juli 2012      | Jeddah, Saoedi-Arabië          | Marokko – Irak                         | 2 – 1              | Arab Nations Cup 2012                | 3          | 0                                          | 0           |
| 13 oktober 2012  | Kampala, Oeganda               | Oeganda – Zambia                       | 1 – 0              | Kwalificatie Afrika Cup 2013         | 3          | 0                                          | 0           |
| 19 januari 2013  | Johannesburg, Zuid-Afrika      | Zuid-Afrika – Kaapverdië               | 0 – 0              | Afrika Cup 2013                      | 2          | 0                                          | 0           |
| 28 januari 2013  | Durban, Zuid-Afrika            | Congo-Kinshasa – Mali                  | 1 – 1              | Afrika Cup 2013                      | 7          | 0                                          | 0           |
| 3 februari 2013  | Rustenburg, Zuid-Afrika        | Ivoorkust – Nigeria                    | 1 – 2              | Afrika Cup 2013                      | 5          | 0                                          | 0           |
| 10 februari 2013 | Johannesburg, Zuid-Afrika      | Nigeria – Burkina Faso                 | 1 – 0              | Afrika Cup 2013                      | 6          | 0                                          | 0           |
| 23 maart 2013    | Yaoundé, Kameroen              | Kameroen – Togo                        | 2 – 1              | Kwalificatie WK 2014                 | 3          | 0                                          | 0           |
| 20 juni 2013     | Rio de Janeiro, Brazilië       | Spanje – Tahiti                        | 10 – 0             | FIFA Confederations Cup 2013         | 1          | 0                                          | 0           |
| 30 juni 2013     | Salvador, Brazilië             | Uruguay – Italië                       | 1 – 1 (2 – 3 n.s.) | FIFA Confederations Cup 2013         | 4          | 1                                          | 0           |
| 6 september 2013 | Kumasi, Ghana                  | Ghana – Zambia                         | 2 – 1              | Kwalificatie WK 2014                 | 2          | 0                                          | 0           |
| 16 november 2013 | Casablanca, Marokko            | Senegal – Ivoorkust                    | 1 – 1              | Kwalificatie WK 2014                 | 3          | 0                                          | 0           |
| 18 juni 2014     | Porto Alegre, Brazilië         | Australië – Nederland                  | 2 – 3              | WK 2014                              | 2          | 0                                          | 0           |
| 24 juni 2014     | Belo Horizonte, Brazilië       | Costa Rica – Engeland                  | 0 – 0              | WK 2014                              | 3          | 0                                          | 0           |
| 1 juli 2014      | Salvador, Brazilië             | België – Verenigde Staten              | 2 – 1              | WK 2014                              | 2          | 0                                          | 0           |
| 13 juli 2014     | Brasilia, Brazilië             | Brazilië – Nederland                   | 0 – 3              | WK 2014                              | 5          | 0                                          | 0           |